# Dukes County
Dukes County er et county i den amerikanske delstat Massachusetts.  Amtet ligger i den sydøstlige del af delstaten og grænser op til Barnstable County i nord.
Dukes Countys totale areal er 1.272 km² hvoraf 1.003 km² er vand. I 2000 havde amtet 14.987 indbyggere. Amtets administration ligger i byen Edgartown.
41°24′53″N 70°36′46″V / 41.414841°N 70.612679°V